# Personagem do jogador

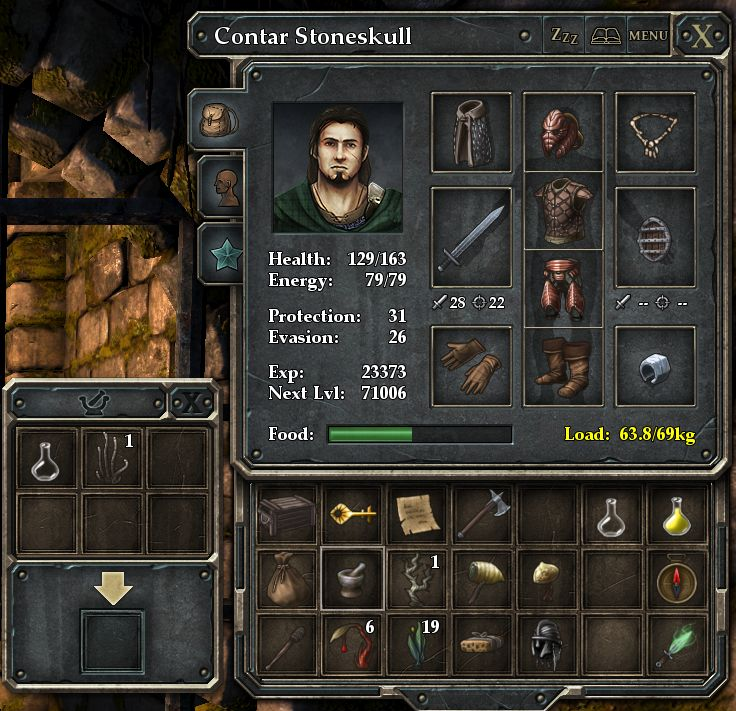
Um personagem do jogador chamado "Contar Stoneskull" em Legend of Grimrock. Os quadrados contêm ícones que representam itens que ele está vestindo e itens que ele está carregando em sua aventura. Estatísticas como sua saúde e experiência também estão listadas.

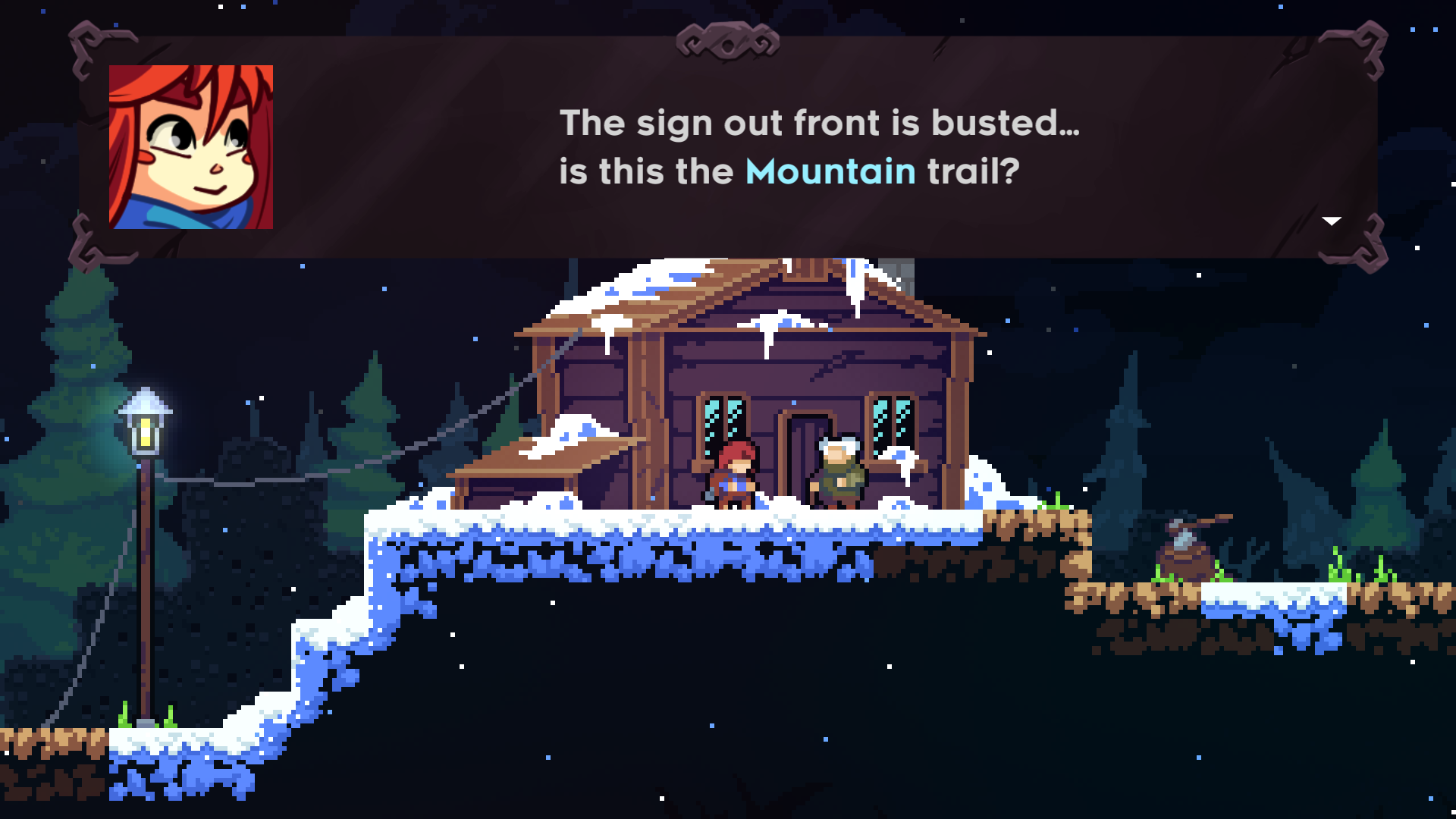
A personagem controlada pelo jogador de Madeline (à esquerda) fala com um personagem não jogável do lado de fora de um prédio no jogo Celeste.

Personagem do jogador (em inglês:  Player character), personagem jogável ou simplesmente PJ, é um personagem fictício em um videogame ou RPG de mesa cujas ações são controladas por um jogador e não pelas regras do jogo. Os personagens que não são controlados por um jogador são chamados de personagens não-jogáveis (NPC). As ações de personagens não-jogáveis são normalmente tratadas pelo próprio jogo em videogames, ou de acordo com as regras seguidas por um mestre arbitrando jogos de RPG de mesa. O personagem do jogador funciona como um corpo fictício e alternativo para o jogador que controla o personagem.
Os videogames normalmente têm um personagem para cada pessoa que joga. Alguns jogos, como arena de batalha multijogador online, hero shooter e jogos de luta, oferecem um grupo de personagens para o jogador escolher, permitindo que o jogador controle um deles por vez. Onde mais de um personagem do jogador está disponível, os personagens podem ter habilidades distintas e estilos de jogo diferentes.

## Visão geral

### Avatares
Às vezes, um personagem do jogador pode ser baseado em uma pessoa real, especialmente em jogos esportivos que usam nomes e semelhanças de atletas reais. Figuras e líderes históricos às vezes também podem aparecer como personagens, principalmente em jogos de estratégia ou construção de impérios, como na franquia Civilization de Sid Meier. Esse personagem do jogador é mais propriamente um avatar, pois o nome e a imagem do personagem do jogador normalmente têm pouca influência no jogo em si. Avatares também são comumente vistos em simulações de jogos de cassino.

### Personagens em branco
Em muitos videogames, e especialmente nos jogos de tiro em primeira pessoa, o personagem do jogador é uma "lousa em branco" sem nenhuma característica notável ou mesmo história de fundo. Pac-Man, Crono de Chrono Trigger, Link de The Legend of Zelda, Chell de Portal e Claude de Grand Theft Auto III são exemplos de tais personagens. Esses personagens são geralmente protagonistas silenciosos.
Alguns jogos vão ainda mais longe, nunca mostrando ou nomeando o personagem do jogador. Isso é um pouco comum em videogames em primeira pessoa, como em Myst, mas é mais frequentemente feito em videogames de estratégia, como Dune 2000, Emperor: Battle for Dune e Command & Conquer. Em tais jogos, a única indicação real de que o jogador tem um personagem (em vez de um status onipresente) é a partir das cutscenes durante as quais o personagem está recebendo um briefing ou debriefing de missão; O jogador é geralmente tratado como "General", "Comandante" ou outro posto militar.

### Jogos de ação de personagens

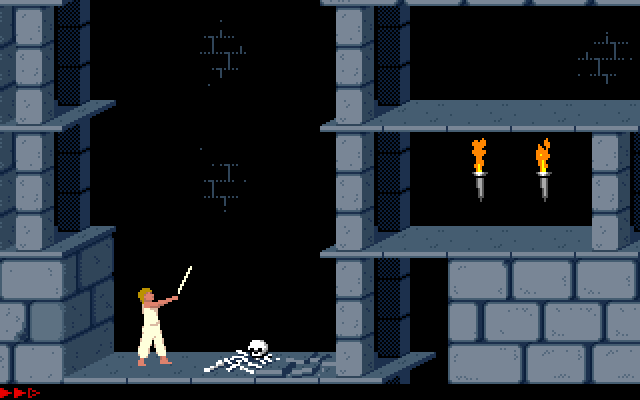
Jogo de plataforma de 1989, Prince of Persia

Jogos de ação de personagens são uma ampla categoria de jogos de ação, referindo-se a uma variedade de jogos que são impulsionados pelas ações físicas dos personagens dos jogadores. O termo remonta à era de ouro dos videogames de arcade no início dos anos 1980, quando os termos "jogos de ação" e "jogos de personagens" começaram a ser usados para distinguir um novo gênero emergente de jogos de ação baseados em personagens dos shoot 'em ups espaciais que anteriormente dominavam os fliperamas no final dos anos 1970. Exemplos clássicos de jogos de ação de personagens desse período incluem jogos de labirinto como Pac-Man, jogos de plataforma como Donkey Kong e Frogger.
Os jogos de ação de personagens de rolagem lateral (também chamados de "jogos de ação de rolagem lateral" ou "rolagem lateral") são uma ampla categoria de jogos de ação de personagens que foram populares de meados dos anos 1980 aos anos 1990, que envolvem personagens de jogadores derrotando grandes grupos de inimigos mais fracos ao longo de um campo de jogo de rolagem lateral. Exemplos incluem beat 'em ups como Kung-Fu Master e Double Dragon, jogos de ação ninja como The Legend of Kage e Shinobi, jogos de plataforma de rolagem como Super Mario Bros. e Sonic the Hedgehog, e atiradores de corrida e armas como Rolling Thunder e Gunstar Heroes.

### Jogos de luta
Os jogos de luta normalmente têm um número maior de personagens para escolher, com alguns movimentos básicos disponíveis para todos ou a maioria dos personagens e alguns movimentos exclusivos disponíveis apenas para um ou alguns personagens. Ter muitos personagens distintos para jogar como e contra, todos possuindo movimentos e habilidades diferentes, é necessário para criar uma maior variedade de jogabilidade em tais jogos.

### Hero shooters
Da mesma forma que os MOBAs, os hero shooters enfatizam personagens "heróis" pré-projetados com habilidades e armas distintas que não estão disponíveis para os outros personagens. Os hero shooters incentivam fortemente o trabalho em equipe entre os jogadores, orientando os jogadores a selecionar combinações eficazes de personagens heróis e coordenar o uso de habilidades de heróis durante uma partida.

### Jogos de RPG
Em ambos os jogos de RPG de mesa, como Dungeons & Dragons, e videogames de RPG, como Final Fantasy, um jogador normalmente cria ou assume a identidade de um personagem que pode não ter nada em comum com o jogador. O personagem geralmente é de uma certa raça e classe (geralmente fictícia) (como zumbi, berserker, fuzileiro, elfo ou clérigo), cada um com pontos fortes e fracos. Os atributos dos personagens (como magia e habilidade de luta) são dados como valores numéricos que podem ser aumentados à medida que o jogador progride e ganha pontos de classificação e experiência ao atingir objetivos ou lutar contra inimigos.

### Jogos de esportes
Em muitos videogames esportivos, os personagens dos jogadores são frequentemente modelados a partir de atletas da vida real, em oposição a personagens fictícios. Este é particularmente o caso de jogos de simulação de esportes, enquanto muitos jogos de esportes no estilo arcade geralmente têm personagens fictícios.

## Personagens secretos
Um personagem secreto ou desbloqueável é um personagem jogável em um videogame disponível somente após completar o jogo ou atender a outro requisito. Em alguns videogames, personagens que não são secretos, mas aparecem apenas como personagens não-jogáveis, como chefes ou inimigos, tornam-se personagens jogáveis após completar certos requisitos ou, às vezes, trapacear.